# Odontología forense
La Odontología Forense define la relación del odontología con la Justicia, correspondencia que se ve expresada en diferentes pericias, todas necesitadas de una sólida formación del profesional. Entre éstas, las identificadoras han significado un gran aporte a las ciencias forenses, donde los análisis de huellas de mordedura representan un tema relevante en la moderna odontología forense. Sin embargo, cuando estas huellas son la única evidencia que relaciona al agresor con la víctima, la habilidad del perito y la validez de sus técnicas de análisis han originado importante controversia (Pretty & Sweet, 2010). Los axiomas defendidos hasta ahora de una supuesta unicidad de la dentición y la posibilidad de que ésta sea transferida a la piel son notablemente cuestionadas en la actualidad a partir de una relevante caustica internacional de condenas injustas (Pretty & Bowers, 2011). Como respuesta, legislaciones y sociedades científicas han desplegado protocolos y normas para validar técnicas y peritos (American Board of Forensic Odontology, 2013). Se ha informado que la mayor parte de estas pericias han incurrido en errores como identificar mordeduras en heridas que no lo eran o en dar certeza absoluta a dictámenes que distaban mucho de poseerla (Pretty & Bowers).

Mientras la literatura científica especializada y más actual ofrece una permanente revisión de esta pericia (Page et al., 2013), se ha mencionado que la literatura de habla hispana no sostiene un ritmo similar, con una escasa o nula actualización de contenidos adecuados en procedimientos, investigación o reportes de casos (De los Ríos & Barriga, 2011). Dado que esta experticia ha sufrido cambios absolutos de base, y que una conveniente actualización permitiría la adaptación, modificación o reemplazo de sus postulados axiológicos (Pretty & Sweet, 2010), se presenta una revisión cronológica sobre casos y temas de inferencia en el análisis de huellas de mordeduras como evidencia jurídica. Finalmente, se proponen y discuten nuevos postulados epistemológicos para el abordaje forense de este tipo de evidencias.

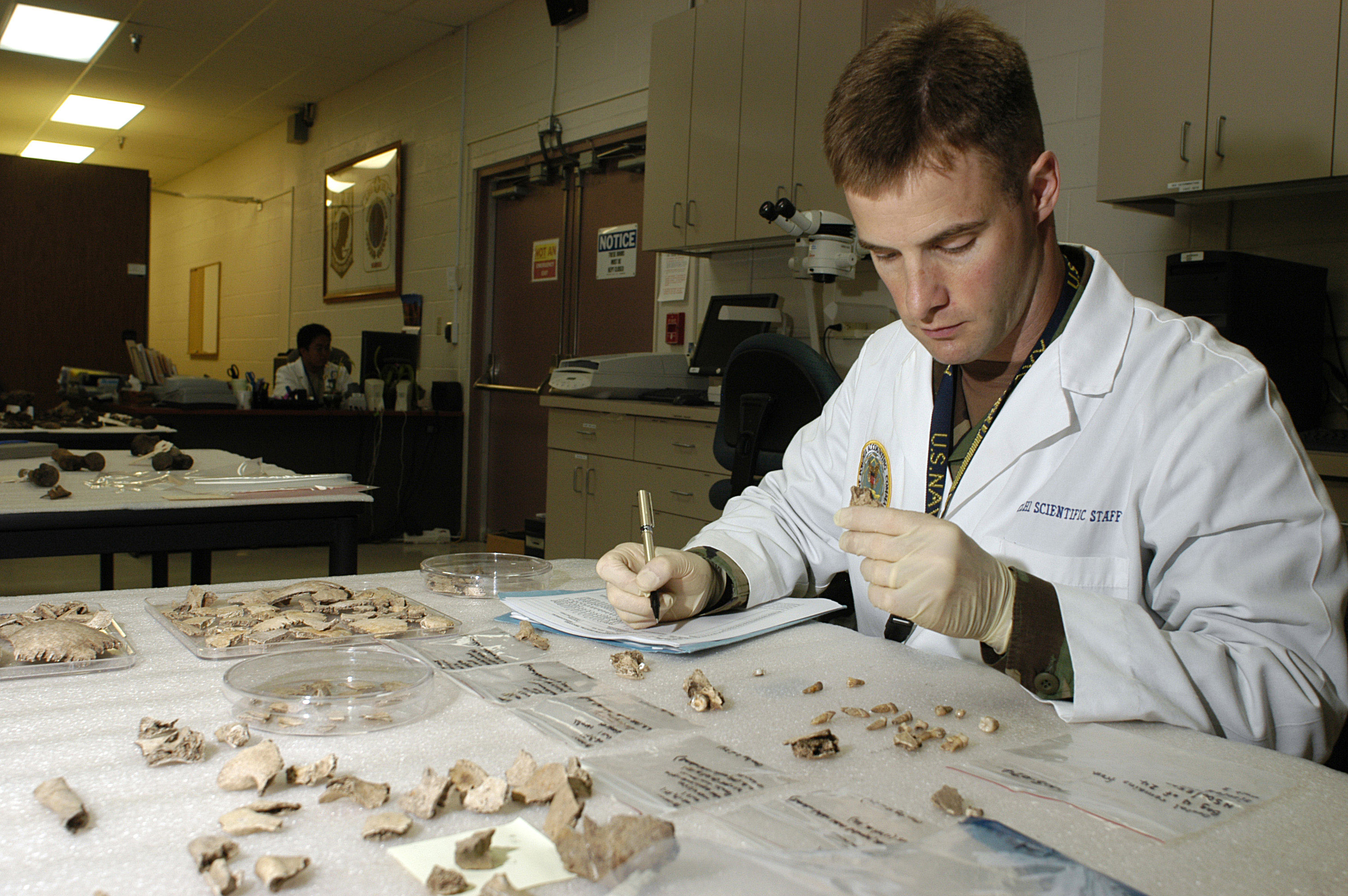
Científco forense catalogando e investigando moldes dentales humanos.

La odontología forense es la aplicación de los conocimientos odontológicos con fines de identificación y tiene utilidad en el derecho laboral, civil y penal. 
Es la rama de la odontología que trata del manejo y el examen adecuado de la evidencia dental y de la valoración y la presentación de los hallazgos dentales, que puedan tener interés por parte de la justicia.
La odontología forense es muy importante y abarca temas relevantes para las investigaciones judiciales tales como: dictámenes de edad, recolección de evidencia odontológica en delitos sexuales, maltrato infantil, responsabilidad profesional, entre otros.
También presenta gran utilidad para:
- Indicar de quién es el cadáver que se ha encontrado.
- Determinar si la causa de la muerte tiene como origen algún acto delictivo.
- Conocer a la víctima y también al posible o probable victimario.
- Entregar el cuerpo a los familiares.
- Trámites de documentos de identidad en personas expósitas (abandonadas), o el trámite de adopción de menores gracias a que está en capacidad de emitir un dictamen de edad.
- En la tipificación del delito de lesiones personales al determinar la naturaleza de la lesión.
- Colaborar en la detección del Síndrome de Niño Maltratado ya que en la gran mayoría de los casos se encuentran lesiones en cavidad oral y tejidos peribucales.
- Además de ayudar en la detección de delito sexual y casos de responsabilidad profesional.

- Datos: Q1437164